# Werner von Trott zu Solz
Werner Adolf Friedrich von Trott zu Solz (* 26. November 1849 in Lampoldshausen; † 4. Oktober 1898 in Rotenburg an der Fulda) war ein deutscher Verwaltungsbeamter.

## Leben
Werner von Trott zu Solz war ein Sohn des württembergischen Oberförsters, preußischen Kammerherrn und ritterschaftlichen Obervorstehers Bodo von Trott zu Solz in Imshausen und dessen erster Ehefrau Ernestine, geb. von Rauch. Er studierte Rechtswissenschaften an der Eberhard Karls Universität Tübingen. 1869 wurde er Mitglied des Corps Suevia Tübingen. Nach dem Studium trat er in den preußischen Staatsdienst ein. Von 1880 bis 1892 war er Landrat des Kreises Jülich und von 1892 bis zu seinem Tod 1898 des Landkreises Rotenburg (Fulda).